# Matanza del Salsipuedes
Se conoce como Matanza del Salsipuedes, Masacre de Salsipuedes o Combate de Salsipuedes al ataque del 11 de abril
de 1831 que se realizó contra indígenas charrúas en Uruguay, por parte de tropas gubernamentales uruguayas al mando del presidente Fructuoso Rivera, quien ejerció su Comandancia en Jefe del Ejército durante la masacre. También participó de la misma su sobrino Bernabé Rivera.

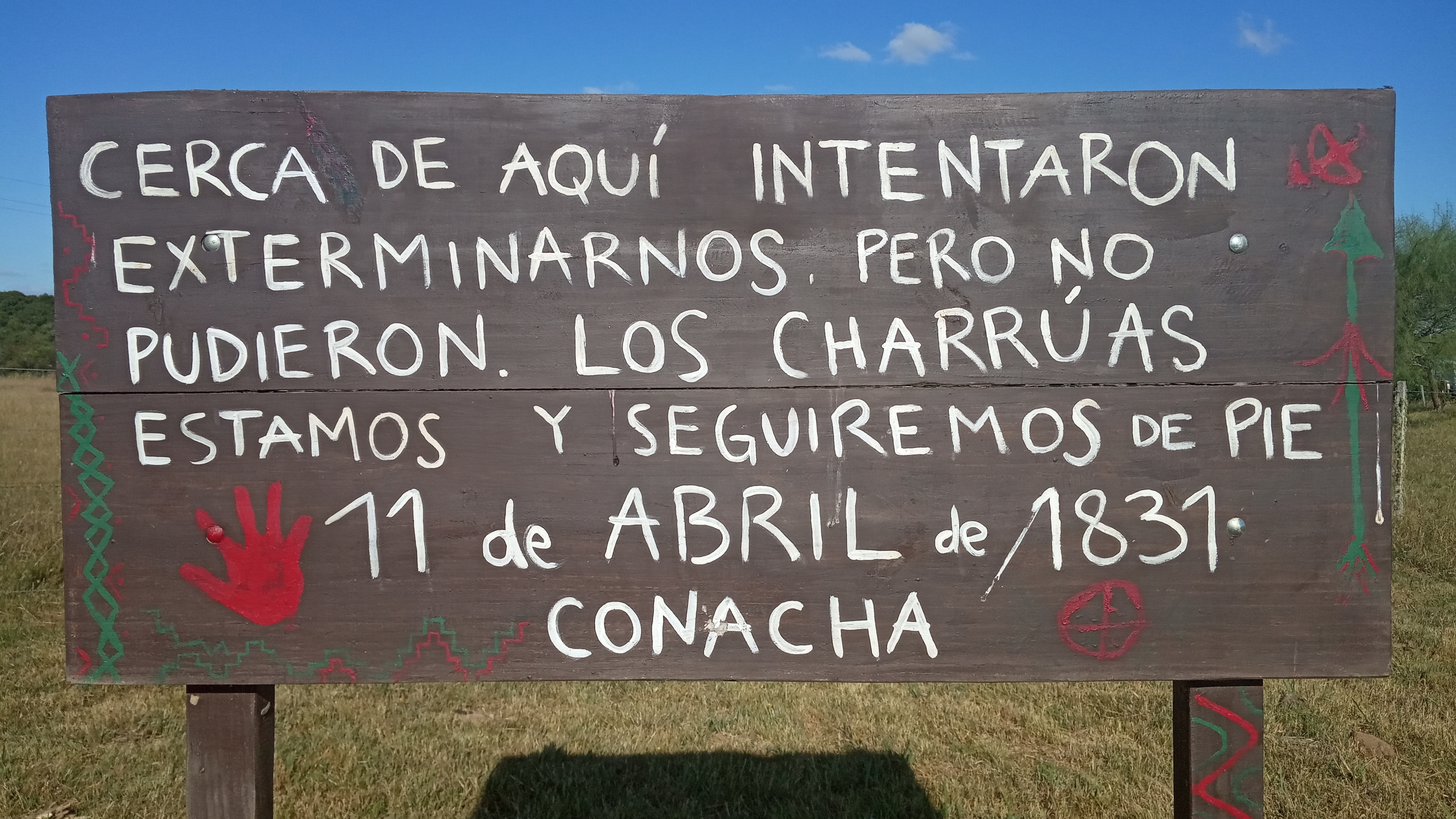
Placa en las proximidades del poblado de Tiatucura

Según la historiografía oficial uruguaya, en el ataque habrían muerto 40 charrúas y 300 habrían sido tomados prisioneros, algunos de los cuales lograron huir. Entre las tropas oficiales hubo un muerto y nueve heridos. El hecho es referido como punto culminante del exterminio del pueblo charrúa.

## Antecedentes
Las autoridades uruguayas de la época consideraban que los remanentes de algunas tribus de charrúas, que se desplazaban libremente por los campos sobre todo en los territorios del norte, casi como en la época precolonial, constituían un "obstáculo" insalvable para la estructuración de una sociedad que debía organizarse. Existe un buen grado de consenso histórico en que las tribus indígenas que poblaban el territorio comprendido a ambos lados del río Uruguay eran fundamentalmente del tronco guaranítico, aunque conformados en diversos agrupamientos y de distinto comportamiento. Buena parte de ellos habían tendido a vivir en forma sedentaria, en buena medida luego de los establecimientos fundados por los jesuitas en las llamadas misiones jesuíticas. Otros se iban integrando en sociedad rural y el mestizaje.
En gran medida, los integrantes de esas ramas indígenas, parcialmente sedentarios, habían formado parte de las partidas de combatientes y de los desplazamientos de tropas y poblaciones causados por las alternativas de las luchas revolucionarias conducidas por José Gervasio Artigas y otros líderes de la revolución libertadora. El mismo cacique guaraní llamado Andrés Guazurarí (Andresito Artigas), considerado por Artigas como su heredero político entre los indígenas, tomó parte en la reconquista de las Misiones Orientales hasta su derrota en manos del ejército brasileño. También habían guerreado los tapes guaraníes y los charrúas entre ellos, y ya para principios del siglo XIX, prácticamente, eran muy pocos indígenas que vivían de acuerdo con la cultura charrúa.
Una vez independizada la provincia Cisplatina o provincia Oriental como Estado Oriental del Uruguay, la situación de los indígenas, fue una de las principales preocupaciones de los criollos. Según una interpretación basada en una perspectiva marxista, se buscaba ocupar sus tierras para afianzar la dominación de la clase social que encarnaban, y que ya ejercían virtualmente desde el final del régimen virreinal. Al tener asegurada la frontera con Brasil, los indígenas ya no eran necesarios para la nueva organización del Estado. Sin embargo, también otras voces, dicen que mestizos y tapes  guaraníes, trabajaban la tierra en forma sedentaria, por las políticas de ocupación, desde Artigas y que Rivera, también apoyó y, así sus descendientes, como antiguos habitantes, de las misiones jesuíticas guaraníes, eran parte de los habitantes de las estancias. Y por ello, había que mantener la paz.
Por su parte, el antropólogo Daniel Vidart sentó como dato histórico que la tribu así denominada, se desplazaba en forma permanente por el territorio de la Banda Oriental, provenientes de la Mesopotamia del otro lado del río Uruguay; siendo utilizada a modo de befa la palabra del gallego "charrúa", que define a un personaje del Carnaval, rubicundo, desmelenado, vestido con harapos, portando unas sonajas que sacude furiosamente. Una versión más actual, sostenida por el sociólogo y lingüista Anselmo Jover Peralta afirma que el término "charrúa" es una deformación de la palabra de origen guaraní "cherarúa", que significa "mi contrario", o también, "el otro".

## Desarrollo
A su retorno de las Misiones Orientales, Fructuoso Rivera había intentado asentar en Bella Unión, en ese entonces llamada Santa Rosa, a una parte de los grupos que había traído de esa campaña.

En febrero de 1830, el propio Juan Antonio Lavalleja recomendó a Rivera adoptar las providencias «más activas y eficaces» para la seguridad de los vecindarios y la garantía de las propiedades afectadas por los charrúas, a los que consideraba «malvados que no conocen freno alguno que los contenga» y que no podían dejarse «librados a sus inclinaciones naturales». En cuanto a los motivos del Combate de Salsipuedes, el gobierno nacional, por reiterados pedidos de los habitantes de la campaña, fue llamado para poner orden ante los reiteradas malones, raptos, violaciones de mujeres, asesinatos y hurtos cometidos por los charrúas y que padecían numerosos establecimientos rurales.
La decisión de poner fin a esos grupos de indígenas que seguían las costumbres de los charrúas, que ponían en riesgo la seguridad de las personas y sus haciendas, habría quedado así a cargo de Rivera, que había establecido buenas relaciones con algunos caciques en la época de los combates contra los diversos ocupantes del territorio y también gozaba de popularidad y adhesión entre esos grupos minoritarios, que no se habían adaptado, a las nuevas condiciones de vida. Desde su posición de presidente, Rivera convocó a los principales caciques, de costumbres charrúas, Venado, Polidoro, Rondeau y Juan Pedro ―junto con sus mujeres y niños―, a una reunión a realizarse en un potrero formado por el arroyo Salsipuedes, diciéndoles que el Ejército los necesitaba para cuidar las fronteras del Estado.

Uno de los jefes del ejército soltó toda su caballada y los charrúas, confiados en aquella operación que demostraba buena fe, soltaron también la mayor parte de sus caballos.
Una serie de hechos sobre el episodio de Salsipuedes, considerados verídicos, en realidad fueron extraídos del cuento "La cueva del Tigre" de Eduardo Acevedo Díaz y algunas acciones de la narración han sido incorporados al relato histórico y tomadas como verídicas, pero no coinciden con lo sucedido.[cita requerida] 
En dicho cuento se relata que, convocados por Rivera, asistieron a la reunión varios centenares de indios que fueron agasajados y emborrachados. En un momento, Fructuoso Rivera le pidió a su amigo el cacique Venado que le alcanzara su cuchillo para picar tabaco, y entonces lo habría matado de un tiro. Esa habría sido la señal para iniciar el ataque. Inmediatamente, los indígenas fueron rodeados por una tropa de 1200 soldados al mando de Bernabé Rivera. 

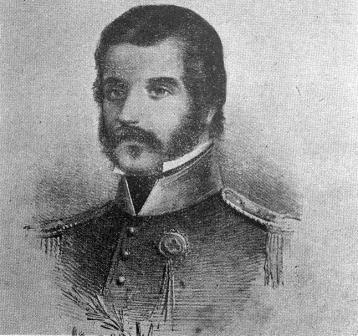
Retrato del Coronel Bernabé Rivera, oficial al mando de la tropa gubernamental en Salsipuedes

Según la historiografía oficial ―basada en el informe de Rivera― el saldo fue de 40 indígenas muertos y 300 prisioneros.
Entre las tropas hubo 9 heridos y 1 muerto.
Los indígenas prisioneros fueron trasladados a pie hasta Montevideo. La mayor parte de ellos, fundamentalmente mujeres y niños, quedaron a cargo de familias de Montevideo, donde fueron criados y alfabetizados. Cuatro de los sobrevivientes, (Vaimaca Pirú, Tacuabé, Senaqué y Guyunusa), fueron entregados a François De Curel, director francés del Colegio Oriental de Montevideo, quien había solicitado al gobierno el trasladado del grupo bajo su responsabilidad para estudios científicos. Ya en París, Curel incumplió aquella solicitud y los cuatro fueron exhibidos como ejemplares exóticos de América. Todos ellos murieron en cautiverio. La única excepción fue Laureano Tacuabé, que logró huir con la hija de Guyunusa nacida en Francia, y no hubo más registros de su paradero.
Han surgido estudios que ponen en duda el origen charrúa de los cuatro aborígenes llevados a Francia. 
Luego de la matanza de Salsipuedes, Bernabé Rivera, salió en busca de los que habían logrado huir. El 17 de agosto de 1831, sorprendió ―en Mataojo, cerca de la desembocadura del río Arapey― a otros grupos comandados por los caciques El Adivino y Juan Pedro y los atacó, saldándose el episodio con 15 muertos y más de 80 prisioneros. Bernabé Rivera informó que habían conseguido escapar 18 hombres: «8 muchachos de siete a doce años y cinco chinas de bastante edad» y, con ellos, Polidoro, único cacique sobreviviente.
A principios de 1832, hubo una sublevación de indios en Santa Rosa y Bernabé marchó a reprimirla. Combatió la sublevación con su consabida habilidad e intransigencia. Pero, en la tarea de perseguir a los fugitivos, el 20 de junio de 1832 dio con un grupo de 16 indios, aparentemente comandados por el cacique Polidoro, quienes emprendieron la fuga. Bernabé los persiguió con 24 combatientes hasta la hondonada de Yacaré-Cururú, despreciando las advertencias de un baqueano que lo alertó del peligro de una emboscada. Cuando se encontraban en la parte central de la misma, los indios atacaron, matando a varios oficiales y soldados. Bernabé fue golpeado por unas boleadoras en la espalda, cayó de su caballo y, antes de que pudiera montar en ancas de uno de sus hombres, fue alcanzado y capturado.
En la época, los intelectuales y gran parte de la población del país concordaban que el presidente Rivera estaba obligado a dar seguridad y paz al habitante de la campaña, en su trabajo de la tierra y el cuidado de su familia, seriamente amenazado, con robos y violencia, por unos pocos indios que no se adaptaron a las nuevas condiciones de vida de la novel república.
Eduardo Acosta y Lara, en su obra La guerra de los charrúas, transcribe el relato de Manuel Lavalleja (1797-1852; hermano del general Juan Antonio Lavalleja):

Allí entraron a hacerle cargos de los asesinatos hechos a sus familias y compañeros. El teniente Javier, indio misionero y ladino, era de opinión de que no se matara a Bernabé (...) pero los otros todos, incluso las chinas, pedían su muerte, y aquél (Bernabé) les ofrecía cuanto ellos pudieran apetecer: les ofrecía que les haría entregar las mujeres e hijos; a esta oferta le preguntaron que quién entregaba las familias que él y su hermano habían muerto en Salsipuedes. Bernabé no tuvo qué responder y entonces un indio llamado cabo Joaquín lo pasó de una lanzada y a su ejemplo siguieron los demás. En fin, murió, le cortaron la nariz y le sacaron las venas del brazo derecho para envolverlas en el palo de la lanza del primero que lo hirió, lo arrastraron a una distancia donde había un pozo de agua y allí le metieron la cabeza, dejándole el cuerpo fuera.

El cadáver de Bernabé Rivera fue hallado, como cuenta Manuel Lavalleja, con la cabeza metida en un charco de agua.

## Interpretaciones
Los historiadores, tanto liberales (colorados) como nacionalistas (blancos), presentaron el enfrentamiento como una afirmación de los «valores nacionales» en un caso, y de la «civilización» en el otro.

Las naciones salvajes no se exterminan. Se las reduce, se las catequiza, se las hostiliza también, cuando hay que defenderse de ellas. Hacerlas desaparecer de sobre la faz de la tierra con una matanza calculada, y eso usando de traición y de perfidia es un crimen espantoso, un delito de lesa humanidad que debe sublevar contra él a todas las almas honradas y justas, y a todas las conciencias cristianas.
El Defensor de la Independencia Americana, 30 de diciembre de 1848

En la historiografía uruguaya, la acción militar de Salsipuedes ha sido descrita habitualmente como una «batalla», pero según la historiografía revisionista, se trató de «la primera de una serie larga de acciones en una campaña de persecución e intento de exterminio de los charrúas en los inicios de la república».
El episodio ha sido, hasta en los tiempos actuales, motivo de encendidas polémicas y controversias. Numerosas personas y asociaciones indigenistas han enfatizado el carácter genocida de la acción, aunque las muertes de charrúas en Salsipuedes no significaron la extinción de todos los miembros de los charrúas, sí marcaron el comienzo de su desaparición como pueblo.
El expresidente Julio María Sanguinetti relativizó la importancia de la matanza y la importancia de los charrúas como cultura:

No hemos heredado de ese pueblo primitivo ni una palabra de su precario idioma [...], ni aun un recuerdo benévolo de nuestros mayores, españoles, criollos, jesuitas o militares, que invariablemente los describieron como sus enemigos, en un choque que duró más de dos siglos y los enfrentó a la sociedad hispanocriolla que sacrificadamente intentaba asentar familias y modos de producción, para incorporarse a la civilización occidental a la que pertenecemos.
Julio María Sanguinetti, 19 de abril de 2009

## Reconocimientos oficiales
El 18 de setiembre de 2009 se promulgó la Ley N° 18589 que estableció que cada 11 de abril se conmemorará el "Día de la Nación Charrúa y de la Identidad Indígena". La misma norma dispone:

En esa fecha, el Poder Ejecutivo y la Administración Nacional de Educación Pública dispondrán la ejecución o coordinación de acciones públicas que fomenten la información y sensibilización de la ciudadanía sobre el aporte indígena a la identidad nacional, los hechos históricos relacionados a la nación charrúa y lo sucedido en Salsipuedes en 1831.

Asimismo, la Comisión Nacional Honoraria de Sitios de Memoria por Resolución Nro. 36/2021 del 15 de diciembre de 2021 estableció: declarar el Paso de Salsipuedes como sitio de Memoria -lugar de construcción de la memoria- y colocar una placa señalando dicha declaración. Esta placa se colocó el 16 de octubre de 2022.

## Historiografía
Existen dos categorías de documentos acerca de lo que algunos historiadores y activistas llaman genocidio de la población charrúa:
1) La documentación oficial, unos 200 documentos manuscritos y firmados por los actores del Gobierno (Poder Ejecutivo, encabezado por el presidente Rivera, y las correspondencias y partes militares privadas, entre los actores y planificadores de dicho genocidio.) También se agrega la definición de genocidio según el Estatuto de Roma, de la Corte Penal Internacional, y la Ley sobre Crimen de Genocidio n.º 18.026 del 25 de septiembre de 2006.
2) Diferentes relatos sobre el genocidio, escritos desde el año 1848 (mucho después del genocidio).